# Bondkomik

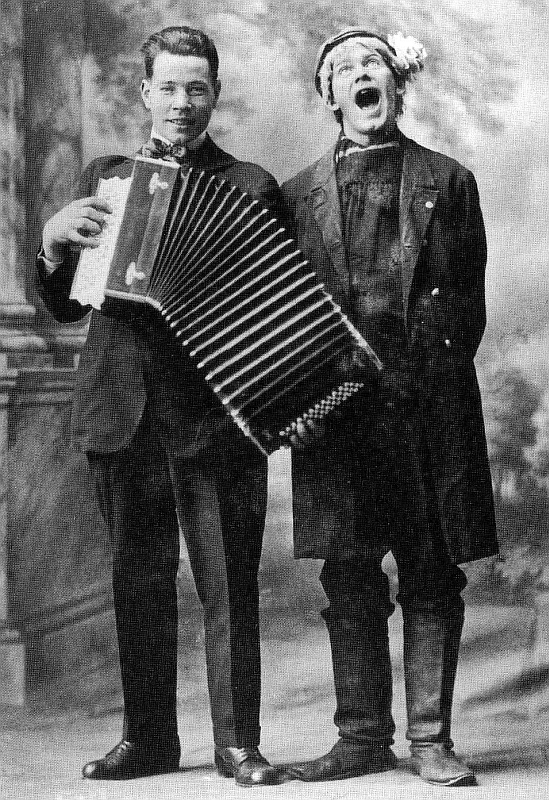
Bondkomikern Olle i Skratthult med dragspelaren Gustav Nyberg (c:a 1916).

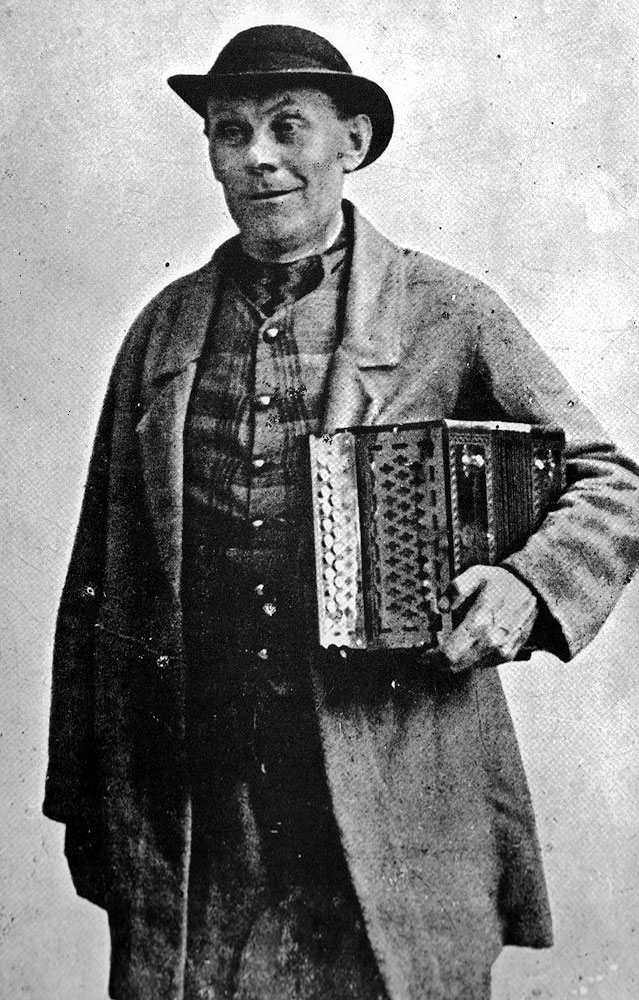
Bondkomikern Skånska Lasse (c:a 1920).

Bondkomik är en typ av svensk humor populär från slutet av 1800-talet fram till andra världskriget.
Uno Myggan Ericson beskriver i sitt Nöjeslexikon formen som "...en allt igenom svensk underhållningsgenre som förvaltar ett arv från lokala och kringresande roare i gången tid".  
Underhållarna inom genren framförde humoristiska visor och berättade, ibland grovkorniga, historier på dialekt om livet på landsbygden. Visorna och historierna anspelade ofta på dagsaktuella händelser, gärna med lokal prägel. Formen blev populär från 1880-talet i spåren av den svenska nationalromantiken. Efter att Artur Hazelius engagerat Jödde i Göljaryd 1893 som lekledare på Skansen, utgående från Jöddestenen på Bollnästorget, formades en populär figur som kom att blir en förebild för landets bondkomiker. Under formens storhetstid var lokala marknader såväl viktiga spelplatser som inspirationskällor för de visor och historier som framfördes.  
Några av 1900-talets största bondkomiker var Skånska Lasse, Brack-Jan, Jödde i Göljaryd, Olle i Skratthult, Kalle Nämdeman, Calle Lindström, Östgöta-Lasse, Nils Petzäll och Anners Annersa på Hultet, Lars Bondeson och Ernst Rolf. 
Skådespelaren John Harryson är en av dem som fört bondkomikernas visor vidare in i modern tid. På 1970-talet spelade han bland annat in en LP-skiva med några av de mest populära visorna. Artister som Hasse och Tage, Sten-Åke Cederhök, Mats Ljung och Povel Ramel med flera har också haft tydliga inslag av bondkomik i sina framträdanden. Ramel satiriserade också över bondkomik, och varför folk tycker det är roligt, i visan med samma namn, där han sjunger "Vad är det som är roligt här, vad är det som är roligt där? Inte liksom fattar vi, men ändå liksom skrattar vi".
Begreppet bondkomik är nära besläktat med buskis. Bondkomiken har ansetts vara aningen mer rumsren än buskishumorn. En bondkomiker nöjer sig i regel med att sjunga och berätta om dråpliga händelser och situationer, i buskisen gestaltar man det med hjälp av yttre attribut. Bondkomiska inslag förekommer ännu i många lokalrevyer. Peter Flacks revyfigur Hjalmar Berglund är en gestalt med typiska drag av bondkomik, även om "fräckisarna" i hans fall har en framträdande plats.

## Kända visor
- Bröllopet i Flänga
- Elektricitetsvisan
- Frieriet i hölasset
- Går du mä?
- Hårväxtmedlet
- Johan på Snippen
- Johan på snippens Ford
- Josefin mä symaskin
- Lördagsvalsen
- Motorcykeln
- Stora fötter

## Diskografi (78-varvare)
- Kommunalstämma i Grönköping, Brack-Jan, 1908
- En lustig auktion i en musikaffär, Brack-Jan, 1908